# آرپ ۱۰۷
آرپ ۱۰۷ یک کهکشان است.